# Rolf Gaßmann

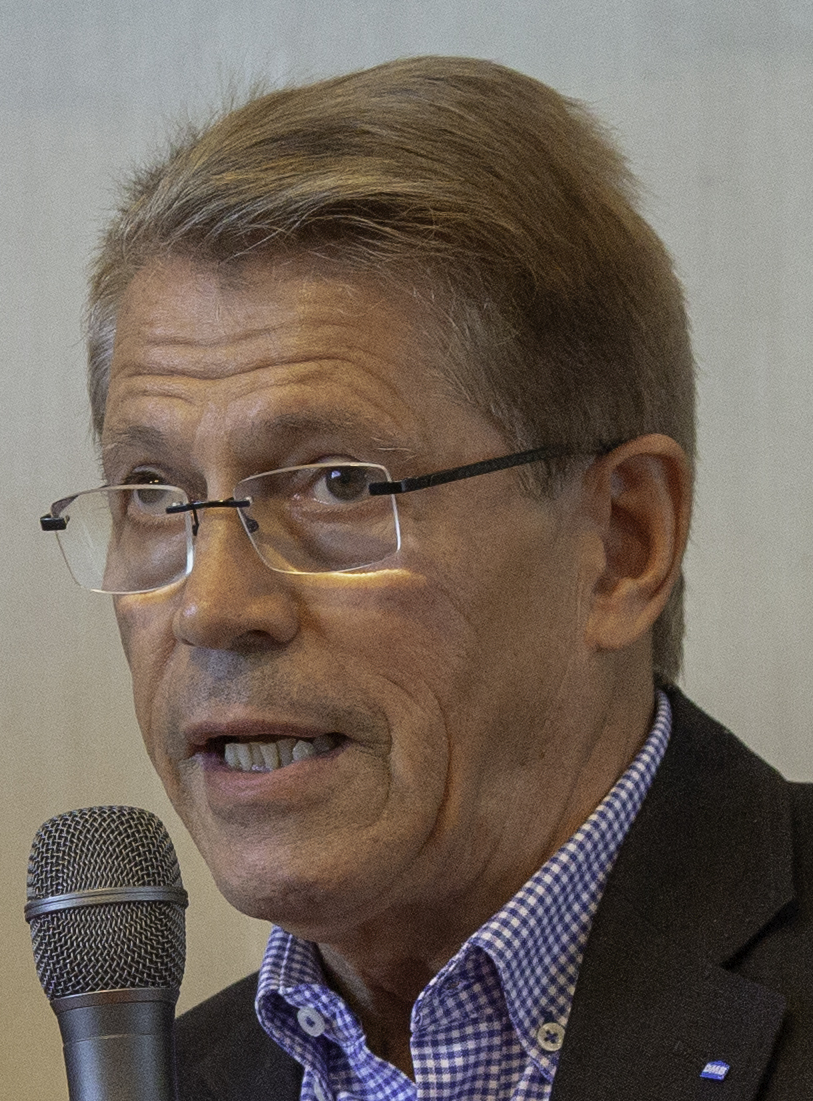
Rolf Gaßmann, 2018

Rolf Gaßmann (* 18. Dezember 1950 in Mühlhausen) ist ein baden-württembergischer Politiker der SPD. Er war von 1992 bis 1996 und erneut von 2001 bis 2006 Mitglied des Landtags von Baden-Württemberg.

## Ausbildung und Beruf
Nach dem Abitur 1969 in Stuttgart wurde Rolf Gaßmann bis 1971 zum Bankkaufmann ausgebildet. Danach studierte er Wirtschaft und Politik in Stuttgart-Hohenheim. Von 1978 bis 2014 war er Lehrer an kaufmännischen Schulen. Seitdem arbeitet er als selbständiger Mieter- und Organisationsberater.

## Politische Tätigkeit
Rolf Gaßmann war Mitglied des Gemeinderats der Stadt Stuttgart von 1989 bis 1992. Mitglied des Landtags von Baden-Württemberg war er in der 11. Wahlperiode von 1992 bis 1996 mit dem Zweitmandat und in der 13. Wahlperiode von 2001 bis 2006 mit dem Direktmandat im Wahlkreis Stuttgart I. Bei der Landtagswahl 2016 kandidierte er Wahlkreis Stuttgart IV, verfehlte jedoch ein Mandat.

## Vereinstätigkeit
Rolf Gaßmann ist seit 1985 Vorsitzender des Mietervereins Stuttgart e. V. und seit 2004 auch Vorstand des Mieterbundes Baden-Württemberg e. V., einem Zusammenschluss von 35 Mietervereinen in ebendiesem Bundesland. Er ist auch ein Mitglied im Bundespräsidium des Deutschen Mieterbundes Berlin und dort zuständig für europarechtliche Fragen.